# 布斯凱島
66°25′S 110°41′E / 66.417°S 110.683°E
布斯凱島（英語：Bousquet Island）是南極洲的島嶼，位於威爾克斯地，處於赫林島以東，屬於風車群島的一部分，長0.48公里，根據美國海軍拍攝空中照片繪入地圖，現時由南極條約體系管理。